# Henri Marie Lenoury
Pour les articles homonymes, voir Noury.
 (décembre 2019).
Si vous disposez d'ouvrages ou d'articles de référence ou si vous connaissez des sites web de qualité traitant du thème abordé ici, merci de compléter l'article en donnant les références utiles à sa vérifiabilité et en les liant à la section « Notes et références ».
Henri Marie Lenoury, né le 6 novembre 1771 à Cracouville en Normandie et mort le 25 septembre 1839 dans cette même commune du département de l'Eure, est un général français de la Révolution et de l'Empire.

## Biographie
Henri Marie Lenoury naît le 6 novembre 1771 à Cracouville (hameau proche du village de Saint-Aubin-du-Vieil-Évreux) et est baptisé le même jour. Il est le fils de Louis de Noury, seigneur de Cracouville, de la Charmoye et de la Guignardière, et de son épouse, Marie Françoise Henriette de Bence. 
Élève sous-lieutenant à l'École d'artillerie de Metz le 1er septembre 1789, il est lieutenant en second dans le 7e régiment d'artillerie à pied le 1er avril 1791, lieutenant en premier le 6 février 1792 et capitaine le 26 juillet suivant. Il participe aux guerres de 1793 et de l'an II à l'armée du Nord, celles des ans III et IV à l'armée de l'Ouest et de l'an V à l'an IX aux armées d'Angleterre et d'Italie.
Chef de bataillon dans le 8e régiment d'artillerie à pied le 7 floréal an X (27 avril 1802), Lenoury reste détaché à l'île d'Elbe jusqu'au 1er floréal an XI (21 avril 1803), époque à laquelle il passe chef d'escadron dans le 1er régiment d'artillerie à cheval. Employé à l'armée des côtes en l'an XII, il est nommé le 5 germinal (26 mars 1804) de la même année légionnaire et commande l'artillerie de réserve des camps de cavalerie en l'an XIV.
Promu officier de la Légion d'honneur le 5 nivôse an XIV (26 décembre 1805), il conquiert, pour son comportement lors de la bataille d'Austerlitz, le brevet de colonel du 2e régiment d'artillerie à pied qui lui est décerné le 9 mars 1806. Détaché le 24 avril suivant pour remplir les fonctions de chef d'état-major d'artillerie du 5e corps, il est blessé à la bataille d'Ostrolenka le 16 février 1807. Le 17 juillet de la même année, il prend le commandement du 2e régiment d'artillerie à cheval.
Il passe à l'armée d'Espagne en 1808 avec le même corps d'armée. Il est créé baron d'Empire le 17 mars 1808 et est promu général de brigade le 23 mars 1809, peu de temps après la prise de Sugolle[Quoi ?] à laquelle il a puissamment contribué.
Rappelé à l'armée d'Allemagne le 2 septembre 1809 pour y commander l'artillerie du corps saxon aux ordres du général Reynier, il retourne en Espagne le 20 janvier 1810, commande en second l'artillerie de l'armée de Catalogne (7e corps) et prend une part glorieuse au siège et à la reddition de Figueras.
Il a le commandement de l'artillerie des 12e et 7e corps de la Grande Armée en Russie et en Saxe, du 1er juin 1812 au 24 décembre 1813, assiste aux batailles de Dresde, de Leipzig et de Hanau, et est promu au grade de général de division le 25 novembre 1813. Appelé le 22 décembre suivant au commandement de l'artillerie du 1er corps, il met en état de défense les places frontières du Nord de la France.
Louis XVIII le fait chevalier de Saint-Louis le 29 juillet 1814, et commandeur de la Légion d'honneur le 5 août suivant.
Au retour de l'île d'Elbe, Napoléon l'emploie à l'armée du Nord, commandant l'artillerie du 6e corps d'armée du général Mouton.
En 1816, il est inspecteur d'artillerie. Le 1er mars 1821, le roi l'élève à la dignité de grand officier de la Légion d'honneur et l'appelle au comité consultatif et à l'inspection générale du personnel et du matériel de l'artillerie. 
Placé le 15 août 1839 dans la section de réserve du cadre de l'état-major général, le général Lenoury meurt au château de Cracouville le 25 septembre suivant. Il laisse ses biens à son neveu Camille Clément de La Roncière-Le Noury.
Son nom est inscrit sur la partie Ouest de l'arc de triomphe de l'Étoile.